# Mirów (Warszawa)

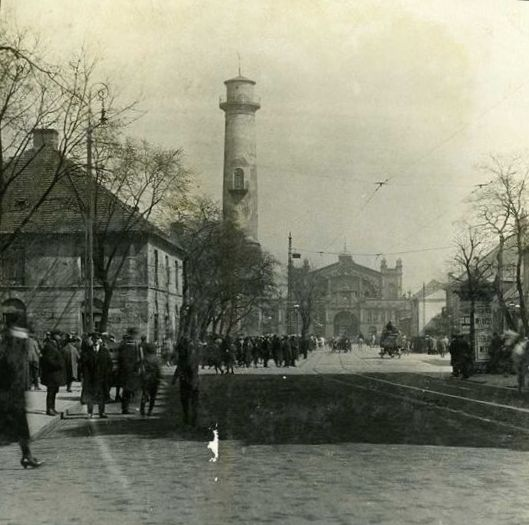
Ulica Chłodna przed 1939. Widoczne Koszary Mirowskie, wieża obserwacyjna (tzw. czatownia) IV Oddziału Warszawskiej Straży Ogniowej i Hala Mirowska

Mirów – osiedle w dzielnicach Wola i Śródmieście oraz obszar Miejskiego Systemu Informacji w dzielnicy Wola w Warszawie.

## Osiedle
Obszar Mirowa znajduje się na terenie dawnej jurydyki Wielopole. Nazwa pochodzi od nazwiska Wilhelma Miera, dowódcy regiment Gwardii Konnej Koronnej (zwanej Mirowską) i twórcy wzniesionych w latach 1730–1732 Koszar Gwardii Konnej Koronnej zwanych też Koszarami Mirowskimi, od których później nazwano plac Mirowski i Hale Mirowskie. 
Przed 1939 obszar Mirowa był w dużym stopniu zamieszkały przez ludność żydowską. Od listopada 1940 do sierpnia 1942 w większości znajdował się w granicach getta.
Większość zabudowy została zniszczona w czasie II wojny światowej. W latach 50. XX wieku przez Mirów przebito al. Juliana Marchlewskiego (obecnie al. Jana Pawła II). 
W latach 1949–1960 zbudowano osiedle mieszkaniowe Mirów zaprojektowane przez Tadeusza Kossaka z zespołem. Jest ono położone między ulicami: al. „Solidarności”, Orlą, Elektoralną, Chłodną i Żelazną.

## Obszar MSI
Według Miejskiego Systemu Informacji Mirów to obszar położony w dzielnicy Wola między ulicami: al. „Solidarności”, Towarową, Al. Jerozolimskimi (pomiędzy placem Zawiszy i al. Jana Pawla II, tj. na granicy dzielnic Wola i Ochota) i al. Jana Pawła II (wzdłuż granicy dzielnic Wola i Śródmieście).

## Ważniejsze obiekty
- Koszary Mirowskie
- Kościół św. Karola Boromeusza
- Osiedle Miedziana
- Osiedle Pańska
- Osiedle Za Żelazną Bramą
- Osiedle Srebrna
- Osiedle Złota
- Varso